# Julija Wakułenko
Julija Wakułenko, ukr. Юлія Вакуленко (ur. 10 lipca 1983 w Jałcie) – ukraińska tenisistka.

## Kariera tenisowa
Status profesjonalny otrzymała w 1998 roku. Pierwszy zawodowy mecz zagrała w turnieju w hiszpańskiej Leridzie z Lourdes Domínguez Lino, który wygrała. W turnieju zdobyła pierwsze zawodowe punkty docierając do finału. Już w kolejnym występie zwyciężyła. W kolejnych turniejach przeważnie odpadała w pierwszych rundach. W WTA Tour zadebiutowała w stolicy Hiszpanii – Madrycie przegrywając w drugiej rundzie eliminacji. Pierwszy raz w turnieju głównym w Bol przechodząc udanie przez kwalifikacje. W turniejach wielkoszlemowych zadebiutowała w 2001 grając w pierwszej rundzie eliminacji Australian Open. W pierwszej 100 rankingu była sklasyfikowana w sierpniu 2003 na pozycji nr 97. Do jej największych sukcesów można zaliczyć półfinał w Canberze, ćwierćfinał w Acapulco w 2004 i III rundę French Open w 2006 i w 2004. Najwyżej sklasyfikowana była na miejscu nr 68 w marcu 2004. Jej trenerem jest Christian Filhol. Płynnie mówi po rosyjsku, serbsku, hiszpańsku i angielsku. Ma brata Brajana, który jest kolarzem.
W maju 2007 roku Wakułenko zakwalifikowała się do turnieju J&S Cup w Warszawie. W kwalifikacjach pokonała Hanę Šromovą, L. Stanciute i Cipporę Obziler. W pierwszej rundzie wygrała z Jeleną Lichowcewą. W drugiej rundzie sprawiła sensację, eliminując obrończynię tytułu, rozstawioną z numerem drugim, Kim Clijsters 7:6(3), 6:3. Bez względu na dalsze wyniki, jest to drugie osiągnięcie Ukrainki w turniejach zawodowych (po finale turnieju w Canberze w 2004 roku). W ćwierćfinale Wakułenko przegrała ze swoją rodaczką, a późniejszą finalistką, Aloną Bondarenko. Skreczowała przy stanie 2:6, 1:3.
Okazało się jednak, że to nie koniec możliwości Wakułenko na kortach ziemnych. Udowodniła to już tydzień później w zdominowanym przez deszcz turnieju berlińskim. W pierwszej rundzie pokonała Flavię Pennettę, w drugiej zaś wygrała z Meilen Tu. W trzeciej rundzie wyeliminowała drugą zawodniczkę imprezy, Amélie Mauresmo. W ćwierćfinale wyeliminowała Dinarę Safinę. W meczu o finał skreczowała przeciwko Anie Ivanović przy stanie 3:4.

## Życie prywatne
W 2008 roku rozpoczęła starania o uzyskanie obywatelstwa hiszpańskiego. Od dziesięciu lat mieszka w Barcelonie.

## Finały turniejów WTA
| Legenda                | Legenda |
| ---------------------- | ------- |
| Wielki Szlem           |         |
| Igrzyska olimpijskie   |         |
| WTA Tour Championships |         |
| 1988 – 2008            |         |
| Kategoria I            |         |
| Kategoria II           |         |
| Kategoria III          |         |
| Kategoria IV           |         |
| Kategoria V            |         |

### Gra pojedyncza
| Końcowy wynik | Nr | Data             | Turniej | Nawierzchnia    | Przeciwniczka     | Wynik finału |
| ------------- | -- | ---------------- | ------- | --------------- | ----------------- | ------------ |
| Finalistka    | 1. | 4 listopada 2007 | Québec  | Dywanowa (hala) | Lindsay Davenport | 4:6, 1:6     |